# František Sušil
František Sušil (né le 14 juin 1804 à Rousínov, en Moravie – mort le 31 mai 1868 à Bystřice pod Hostýnem) est un prêtre catholique morave. Il est célèbre pour avoir recueilli dans son ouvrage Moravské národní písně 2 091 chansons et 2 361 textes de la musique populaire morave. Parmi les compositeurs ayant puisé dans son ouvrage figurent Antonín Dvořák, Leoš Janáček, Vítězslav Novák et Bohuslav Martinů.

## Source
- (en) Cet article est partiellement ou en totalité issu de l’article de Wikipédia en anglais intitulé « František Sušil » (voir la liste des auteurs).